# Савинська сільська рада (Козелецький район)
Са́винська сільська́ ра́да — адміністративно-територіальна одиниця та орган місцевого самоврядування в Козелецькому районі Чернігівської області. Адміністративний центр — село Савин.

## Загальні відомості
- Населення ради: 600 осіб (станом на 2001 рік)

## Населені пункти
Сільській раді підпорядковані населені пункти:
- с. Савин

## Склад ради
Рада складається з 12 депутатів та голови.
- Голова ради: Пустовойт Іван Васильович
- Секретар ради: Волосок Лідія Петрівна

### Керівний склад попередніх скликань
| Прізвище, ім'я, по батькові | Основні відомості                                                         | Дата обрання | Дата звільнення |
| --------------------------- | ------------------------------------------------------------------------- | ------------ | --------------- |
| Роговий Віталій Іванович    | Сільський голова, 1953 року народження, безпартійний                      | 26.03.2006   | 31.10.2010      |
| Пустовойт Іван Васильович   | Сільський голова, 1956 року народження, освіта вища, член Партії регіонів | 31.10.2010   |                 |

Примітка: таблиця складена за даними сайту Верховної Ради України

### Депутати
За результатами місцевих виборів 2010 року депутатами ради стали:

#### За суб'єктами висування
| Суб'єкт висування            | Кількість обраних депутатів | %   |
| ---------------------------- | --------------------------- | --- |
| Партія регіонів              | 9                           | 75  |
| Народна партія               | 1                           | 8,3 |
| Самовисування                | 1                           | 8,3 |
| Соціалістична партія України | 1                           | 8,3 |

#### За округами
| № округу                     | Прізвище, ім'я, по батькові | Дата визнання обраним | Освіта             | Партійна приналежність | Відомості про обраного депутата                       |
| ---------------------------- | --------------------------- | --------------------- | ------------------ | ---------------------- | ----------------------------------------------------- |
| Народна Партія               |                             |                       |                    |                        |                                                       |
| 8                            | Волосок Лідія Петрівна      | 01.11.2010            | середня спеціальна | позапартійна           | Савинська сільська рада, секретар                     |
| Партія регіонів              |                             |                       |                    |                        |                                                       |
| 1                            | Чиж Микола Григорович       | 01.11.2010            | середня            | позапартійний          | тимчасово не працює                                   |
| 2                            | Корендюк Микола Григорович  | 01.11.2010            | вища               | позапартійний          | пенсіонер                                             |
| 3                            | Шавро Леонід Миколайович    | 01.11.2010            | середня            | позапартійний          | Остерський лісгосп, пильщик                           |
| 4                            | Скоба Валентина Іванівна    | 01.11.2010            | вища               | позапартійна           | Савинська загальноосвітня школа, директор             |
| 5                            | Шавро Сергій Федорович      | 01.11.2010            | середня            | позапартійний          | тимчасово не працює                                   |
| 6                            | Музика Людмила Григорівна   | 01.11.2010            | середня спеціальна | позапартійна           | тимчасово не працює                                   |
| 9                            | Баран Любов Юріївна         | 01.11.2010            | вища               | позапартійна           | Савинська загальноосвітня школа, вчитель              |
| 10                           | Крашко Віра Анатоліївна     | 01.11.2010            | середня            | позапартійна           | тимчасово не працює                                   |
| 11                           | Іллєнко Ніна Іванівна       | 01.11.2010            | середня спеціальна | позапартійна           | тимчасово не працює                                   |
| Соціалістична партія України |                             |                       |                    |                        |                                                       |
| 7                            | Бойко Пелагія Василівна     | 01.11.2010            | середня спеціальна | позапартійна           | Територіальний центр зайнятості, соціальний працівник |
| Самовисування                |                             |                       |                    |                        |                                                       |
| 12                           | Хоменко Раїса Володимирівна | 01.11.2010            | середня            | позапартійна           | Сираївське Споживче товариство, продавець             |